# エキゾチック粒子
エキゾチック粒子 (英: exotic particle) は、現代物理学のいくつかの領域で存在が予言されており、物理的な直観に反するような性質を持つ理論上の粒子である。
エキゾチック粒子のうち最も良く知られている例はおそらくタキオンであろう。この理論上の粒子は常に光速より速く運動する。
他の例としては、超対称性粒子が挙げられる。これは既知の素粒子のかなり質量が重いパートナー粒子である。超対称性粒子はダークマターの候補でもある。
エキゾチック粒子はサイエンスフィクションにおいて頻繁に取り上げられる。これらが登場するストーリーは実際の学術的な背景を持っているものの、その存在は完全にフィクションである。